# مركبة تنقل مشاة

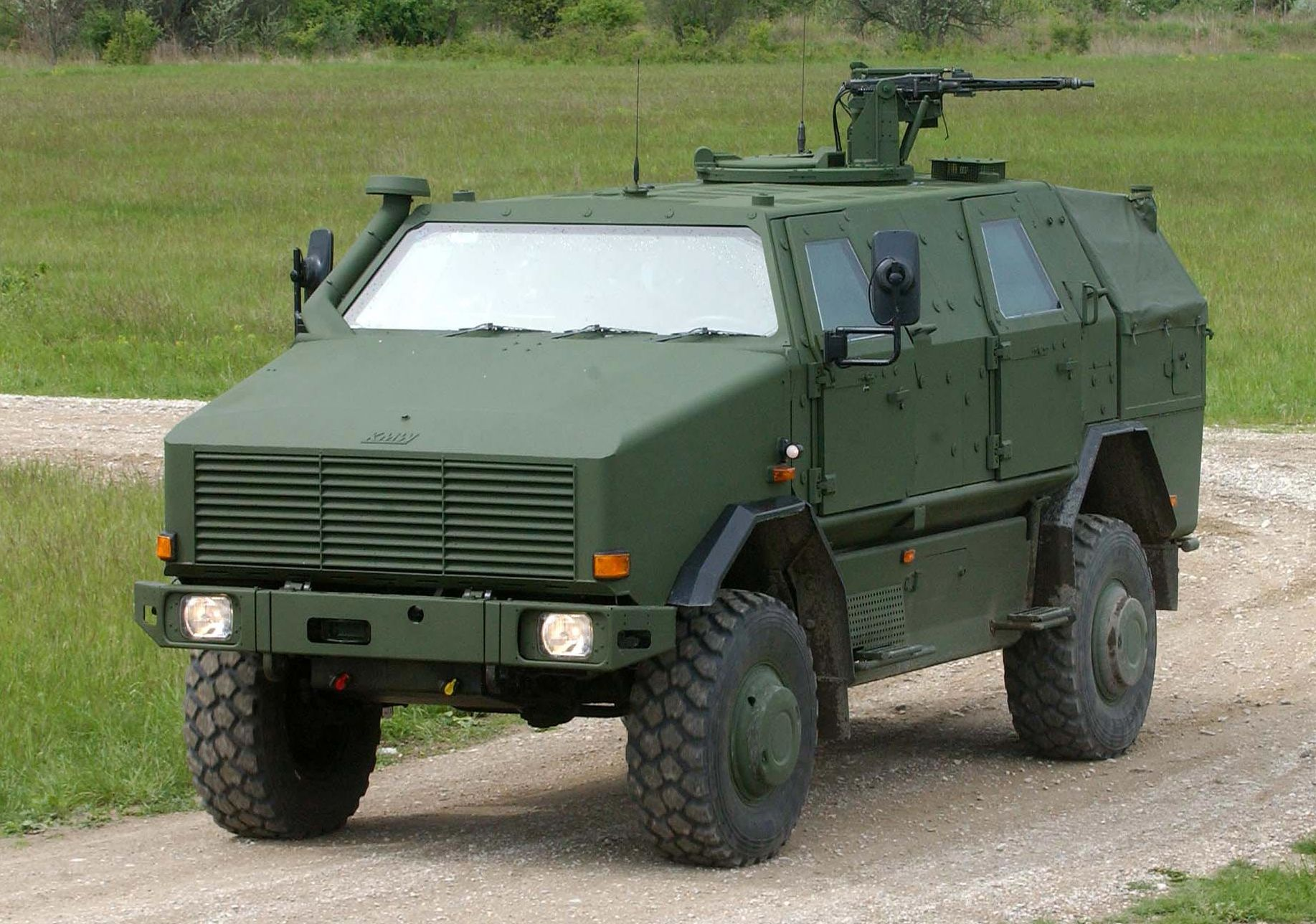
The إيه تي أف دينغو of the الجيش الألماني (هير) is a well-protected infantry mobility vehicle used by several European armed forces

مركبة تنقل مشاة (بالإنجليزية: infantry mobility vehicle)‏ أختصاراً (IMV) هي ناقلة جنود مدرعة ذات عجلات، تؤدي مهام الدورية العسكرية، الاستطلاع أو سيارة تابعة للأمن. ومن الأمثلة على ذلك: «إيه تي إف دنغو» (ATF Dingo)، شركة أوشكوش، إيفيكو إل إم في، أوشكوش إم-أي تي في، AMZ Dzik، AMZ Tur، مونجو ايسك، و مركبة التنقل المحمية بوشماستر. وينطبق هذا المصطلح أيضا إلى تلك المركبات المدرعة المضادة للكمائن والألغام.

## نماذج
«مركبة تنقل مشاة» مصطلح يشير إلى مجموعة واسعة من المركبات، وعلى الرغم من أن hgتصنيف الدقيق غير مثير للجدل، لكنه يشمل:
- إيه تي أف دينغو
- AMZ Dzik
- AMZ Tur
- AMZ Żubr
- مركبة التنقل المحمية بوشماستر
- BAE Caiman - جزء من برنامج مركبة مدرعة مضادة للكمائن والألغام الأمريكي
- Casspir - Basis for the American مركبة مدرعة مضادة للكمائن والألغام program and forerunning IMV.
- كوغار (مركبة) - Part of the American مركبة مدرعة مضادة للكمائن والألغام program
- غاز-2975
- GAZ Vodnik
- جولان (عربة مدرعة)
- Hunter TR-12
- إنتيرناشيونال ماكس برو - Part of the American مركبة مدرعة مضادة للكمائن والألغام program
- إيفيكو إل إم في - Several thousand ordered by Italian military and other European militaries
- مونجو ايسك
- نكستر ارافيس
- أوشكوش إم-أي تي في - Part of the American مركبة مدرعة مضادة للكمائن والألغام program
- أوشكوش إل-أي تي في - Selected to meet US military's JLTV requirement on 25 August 2015
- أوتوكار كوبرا
- آر جي-31 نيالا/RG-33
- RMMV Survivor R شركة محاصة between RMMV of Germany and Achleitner of Austria
- أورال تايفون  [لغات أخرى]‏ - Part of the Russian Typhoon program  [لغات أخرى]‏
- كاماز تايفون - Part of the Russian Typhoon program  [لغات أخرى]‏

## معرض الصور

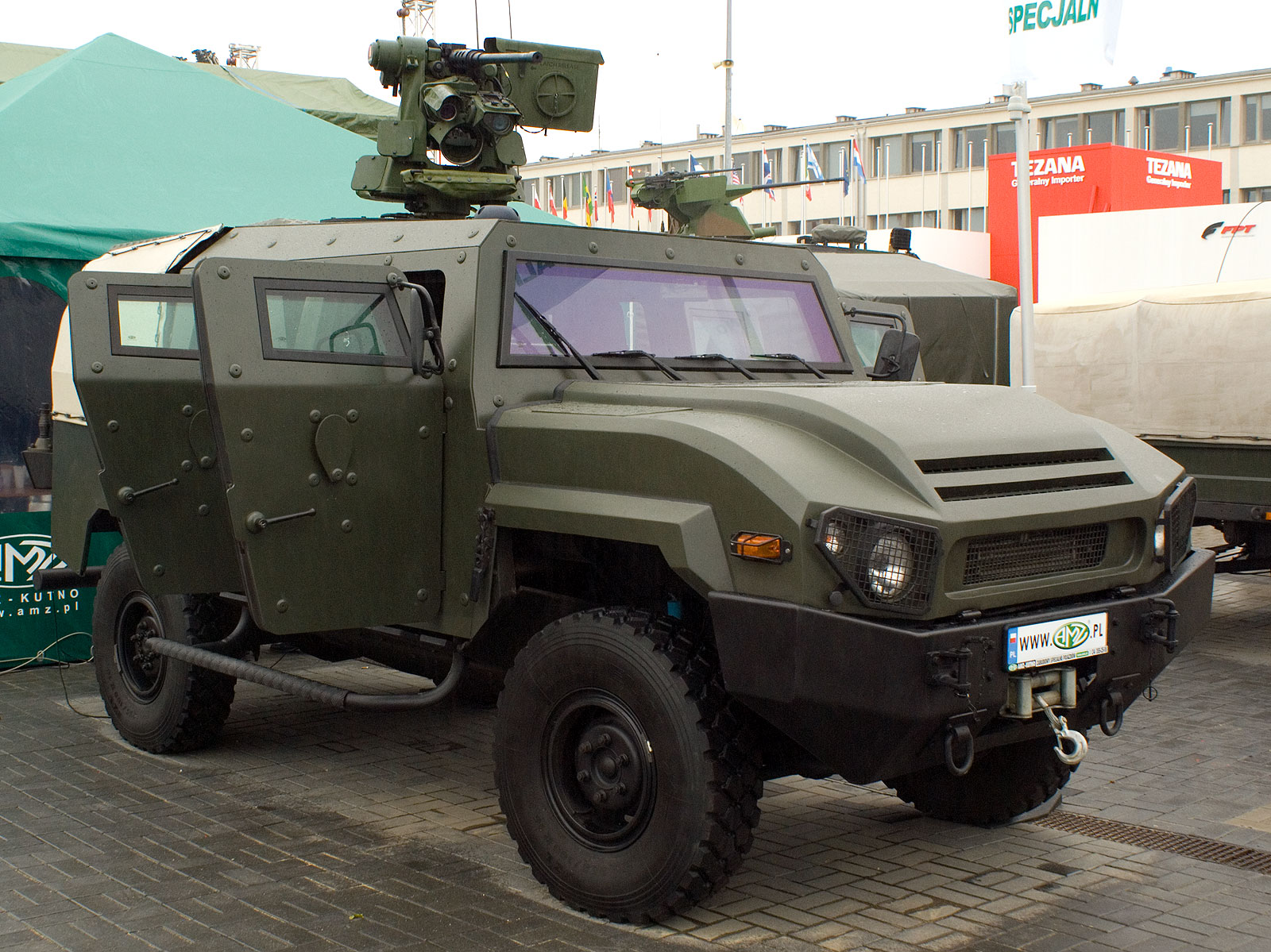
AMZ Tur - بولندا armoured car
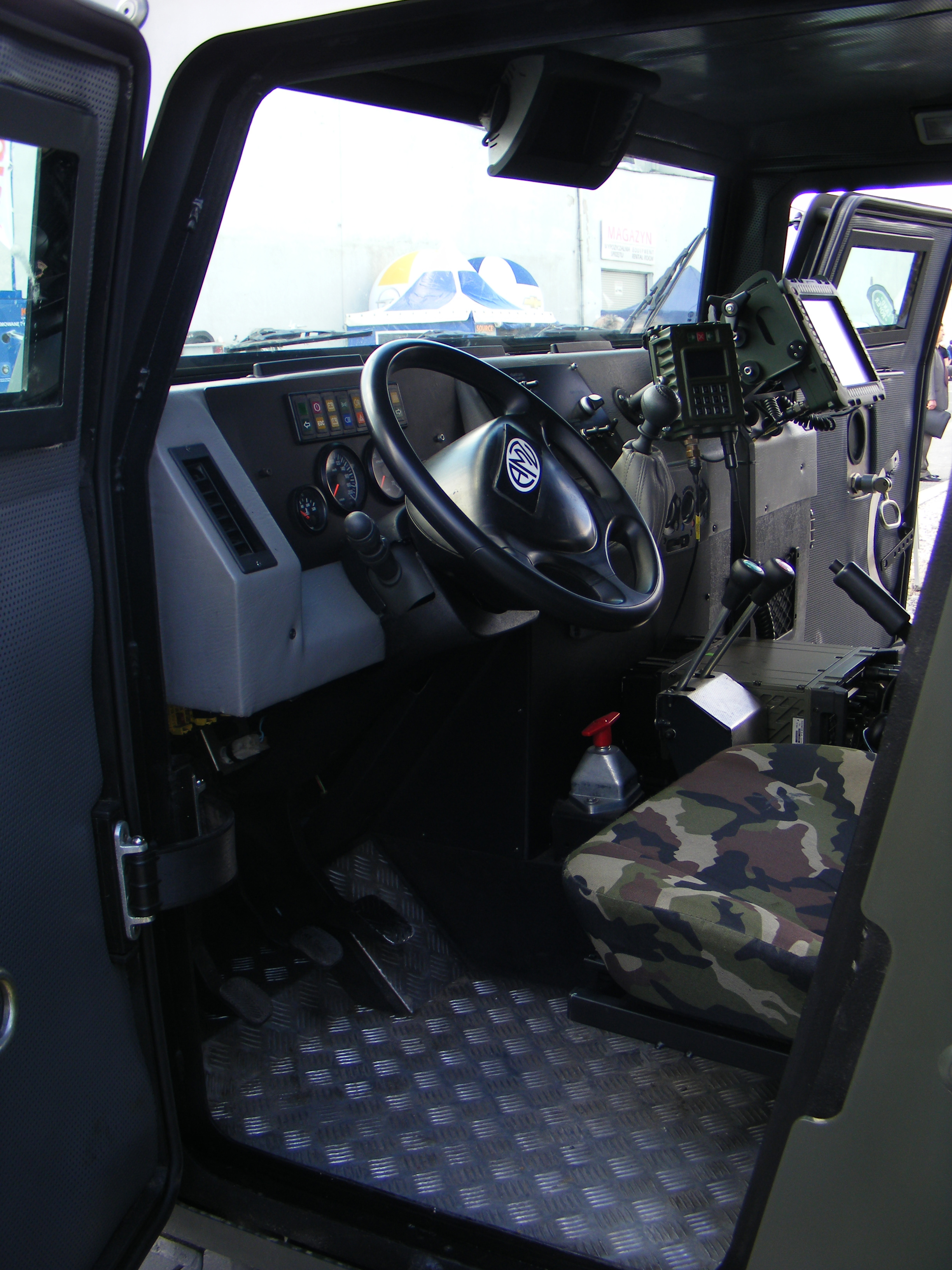
Driver's compartment of AMZ Tur (MSPO20080
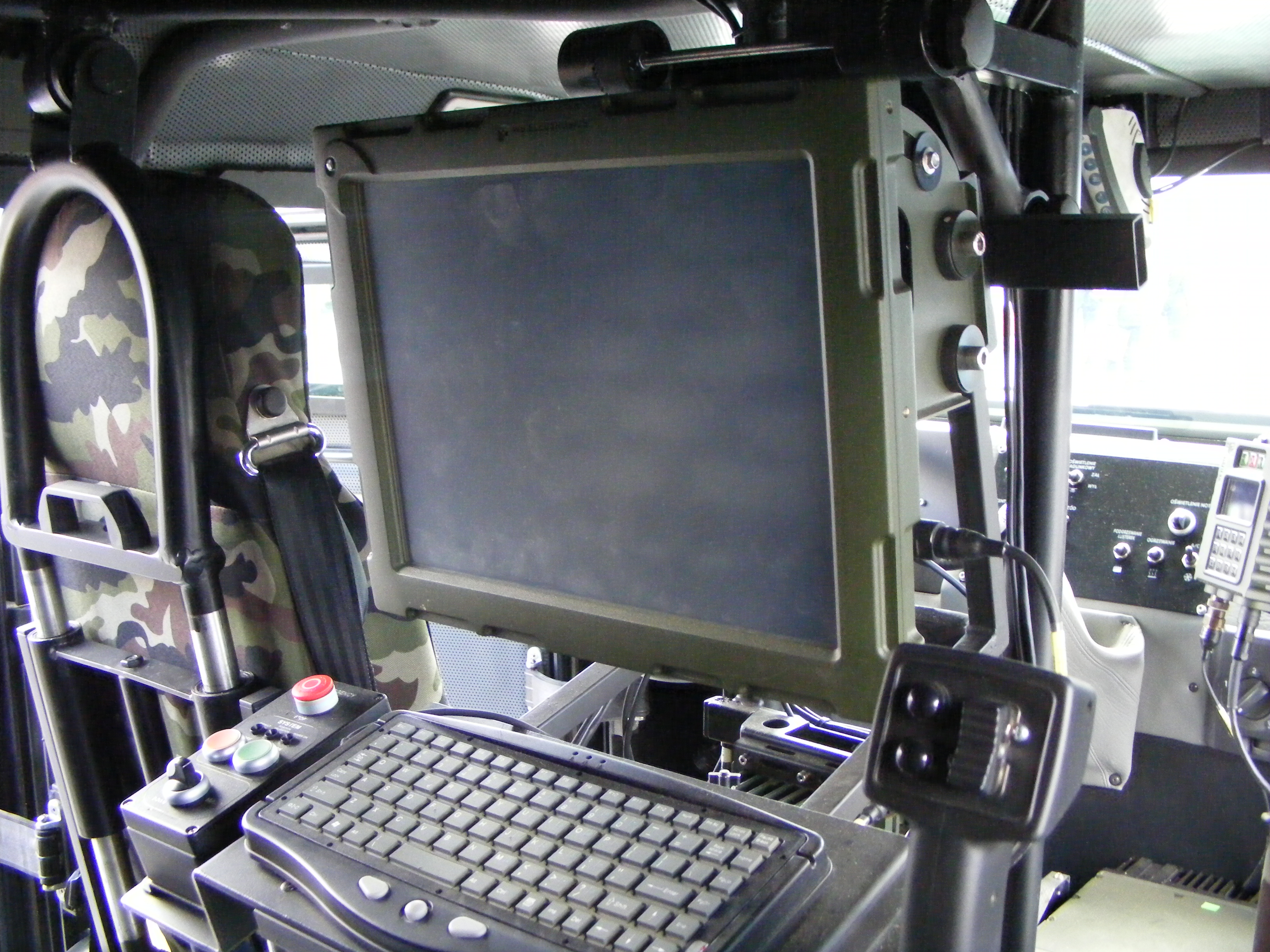
AMZ Tur's gunner's control panel on MSPO2008
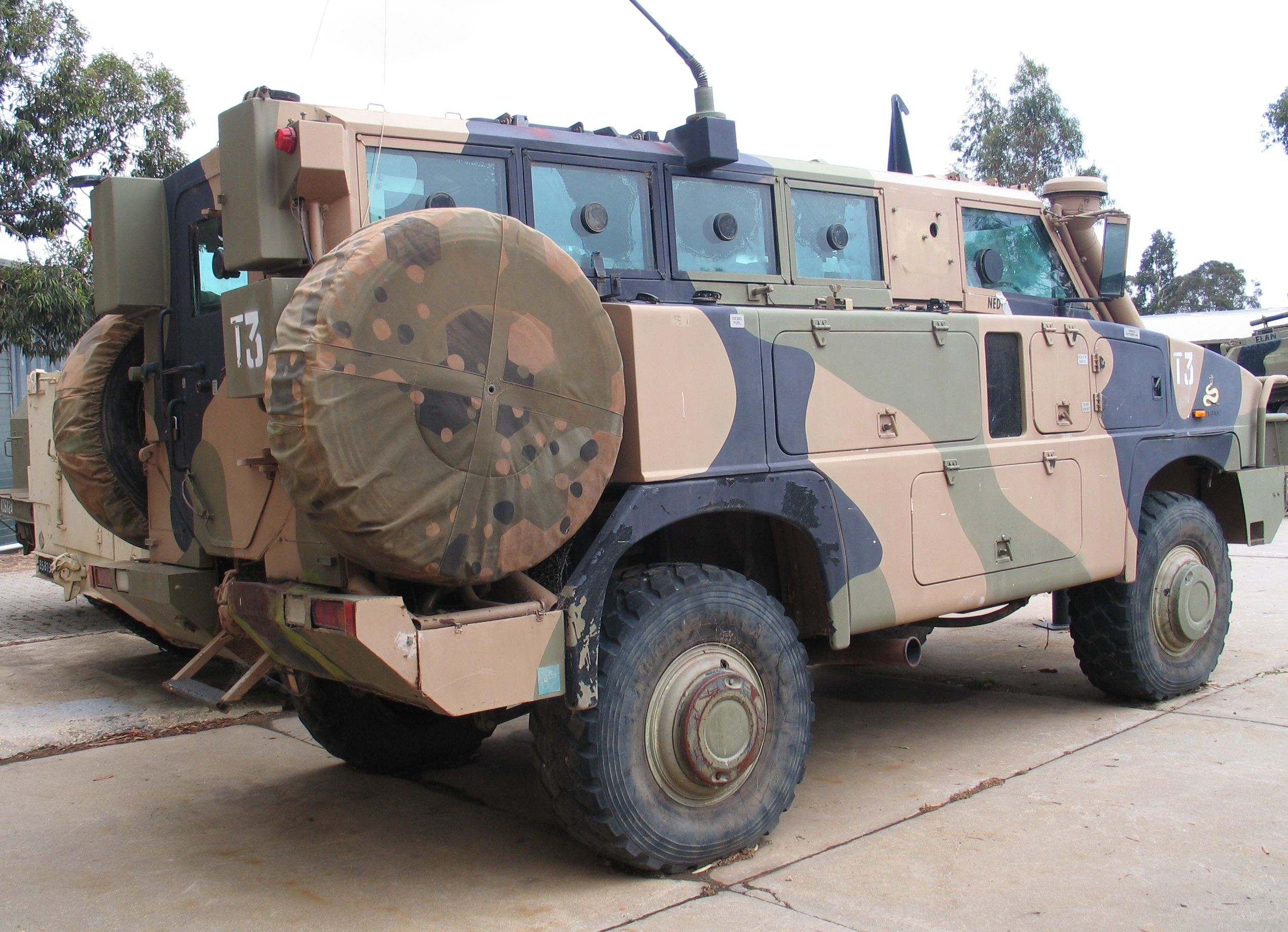
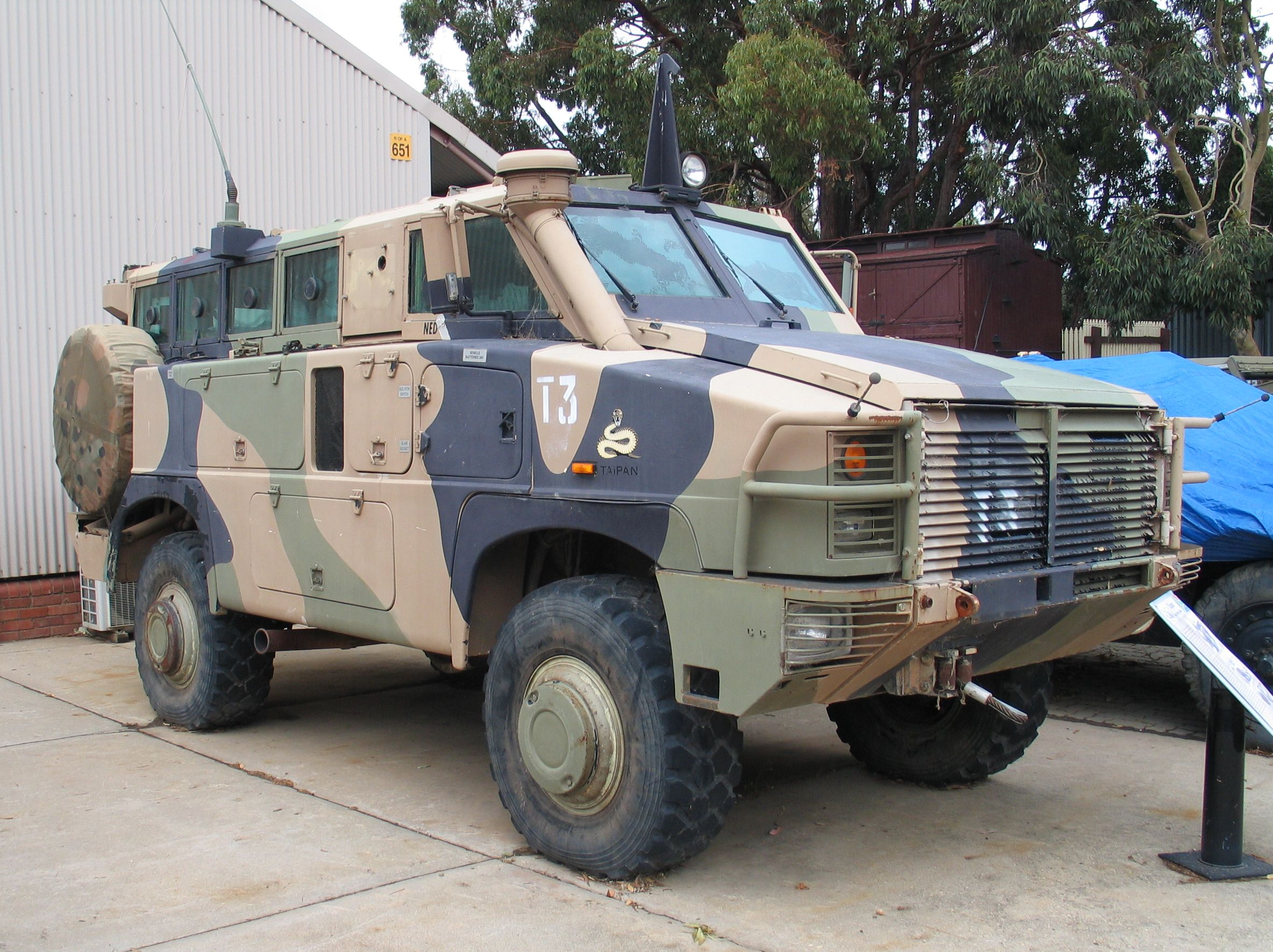
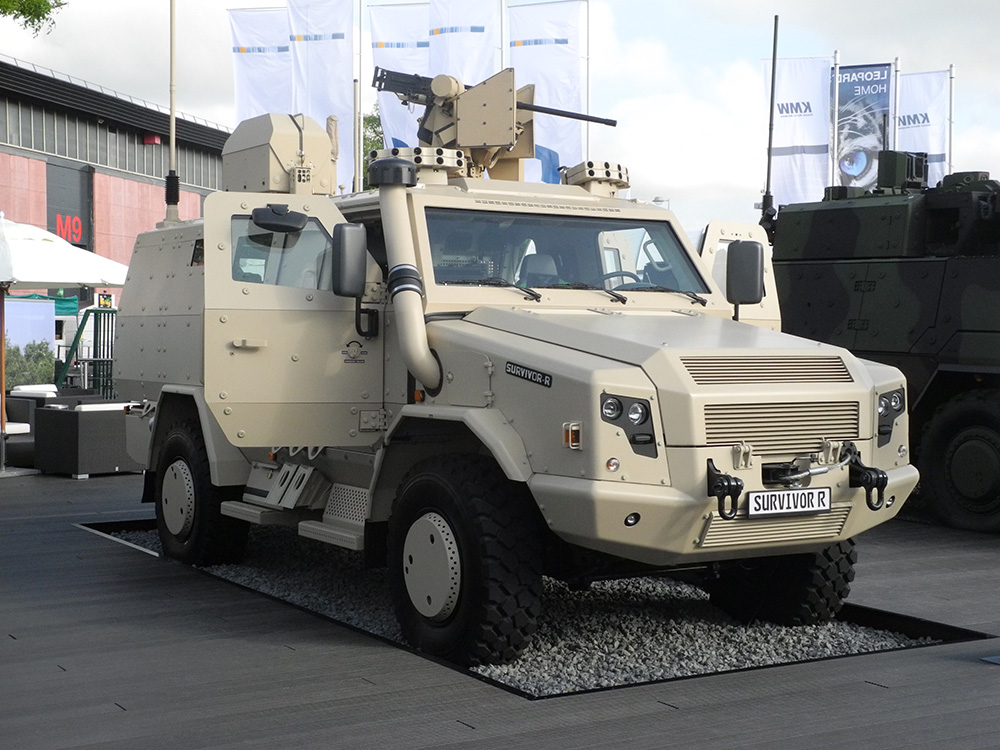
The RMMV Survivor R is a medium weight armoured-wheeled vehicle شركة محاصة between ألمانيا’s Rheinmetall MAN Military Vehicles or RMMV and النمسا’s Achleitner, and was publicly displayed for the first time at Eurosatory 2014.

## وصلات خارجية
- Light Combat Tactical All-Terrain Vehicle (L-ATV)
- RMMV Survivor R
- GAZ Vodnik
- Infantry Mobility Vehicles (IMVs) from General Dynamics Land Systems
- Bushmaster IMV
- Project Bushranger